# Pedro Caloca Larios
Gral. Pedro Caloca Larios fue un militar mexicano que participó en la Revolución mexicana. Nació el 21 de octubre de 1890 siendo hijo de Manuel Caloca Castañeda y de Rosa Larios. Hizo sus estudios en el Heroico Colegio Militar de México, llegando a ser general de división y del ejército en la División del Norte. Estudió milicia en México, Estados Unidos y Francia. Fue subsecretario de Guerra y Marina, así como director de la escuela Militar Aeronáutica y jefe del Estado Mayor de la Secretaría de Guerra. Fue hermano de Ignacio Caloca Larios y Manuel Caloca Larios. Murió en 1976. 